# Runavík
Runavík es una localidad y municipio de las Islas Feroe (Dinamarca). El poblado de Runavík se asienta en la orilla oriental del Skálafjørður, en la isla Eysturoy, extendiéndose a lo largo de 10 km. Es la sede administrativa del municipio de Runavík y tiene un importante puerto y una destacada industria pesquera. 
Es el tercer municipio más poblado de las Feroe, después de Tórshavn y Klaksvík.

## Demografía
En 2011 la capital municipal tiene una población estimada de 488 habitantes; sin embargo, forma un continuo con otras poblaciones vecinas que se extiende por 10 km a lo largo del Skálafjørður. Esta zona urbana, una de las más pobladas de las Feroe, incluye Glyvrar, Saltangará y Runavík, en el municipio de Runavík, y Toftir, Saltnes y Nes, en el municipio de Nes.
La totalidad del municipio cuenta con 3.832 habitantes repartidos en 15 localidades.
| Localidad       | Hab.  |
| --------------- | ----- |
| Æðuvík          | 110   |
| Elduvík         | 23    |
| Funningur       | 59    |
| Funningsfjørður | 56    |
| Glyvrar         | 388   |
| Lambi           | 132   |
| Lambareiði      | 5     |
| Oyndarfjørður   | 149   |
| Rituvík         | 279   |
| Runavík         | 488   |
| Saltangará      | 970   |
| Skálabotnur     | 110   |
| Skáli           | 664   |
| Skipanes        | 63    |
| Søldarfjørður   | 336   |
| TOTAL           | 3.832 |

## Historia
Runavík es la localidad más nueva del Skálafjørður. Fue fundada por Hans Tausen en 1916, pero no sería nombrada como Runavík sino hasta 1938. En 1967 se creó el municipio de Runavík a partir del municipio de Nes. En 2005 agrandó su territorio con la integración de los municipios de Elduvík, Oyndarfjørður y Skáli, y otra vez en 2009 con la integración del municipio de Funningur.

## Cultura
Debido a su corta historia, Runavík no tiene tantas tradiciones locales como otros pueblos feoreses. En el puerto se exhibe una chalupa histórica llamada Høganæs, en la que también se realizan exhibiciones de música tradicional. El festival Eystanstevna se celebra anualmente, alternándose en Runavík y Strendur, a mediados de junio.
El club de fútbol local es el NSÍ Runavík, que con sus cerca de 600 miembros es uno de los clubes deportivos más grandes de las Feroe. El club fue fundado en 1957 como una organización polideportiva con énfasis en el balonmano, pero posteriormente las diferentes ramas se separaron y el NSÍ Runavík quedó como un club de fútbol. El equipo participó por primera vez en la copa de Europa en 2003, y en 2007 se alzó con el campeonato feroés.

## Economía y comunicaciones
Runavík tiene un importante puerto pesquero y plantas procesadoras de pescado, y desde aquí se exporta salmón. Además del pescado, hay varios empleados en el sector servicios, algunos de los cuales llegan desde otros pueblos cercanos. La localidad cuenta también con una oficina de turismo, dos hoteles, cinco restaurantes y un sitio de acampada, abiertos todo el año.
Se tiene proyectado que Runavík sea el centro de la futura exploración y explotación petrolera en las Feroe.
Las comunicaciones son buenas gracias a los puentes del Sundini, que unen Eysturoy con Streymoy, y el túnel submarino que comunica a Eysturoy con Borðoy. La construcción de un nuevo túnel que unirá el Skálafjørður directamente con Streymoy aumentará la importancia de Runavík como centro de comunicaciones. 

## Política
El municipio de Runavík está gobernado por un concejo de 10 personas electas para un período de cuatro años. La última votación se llevó a cabo en 2008 y el nuevo gobierno tomó protesta en 2009. Desde entonces el alcalde es Magnus Rasmussen, sin filiación partidista.

## Hermanamientos
Runavík está hermanada con las siguientes localidades:
- Egilsstaðir, Islandia
- Hjørring, Dinamarca
- Ísafjörður, Islandia
- Uummannaq, Groenlandia